# Mario Albarrán
Mario Alberto Albarrán Garduño (Tejupilco, Estado de México, 4 de enero de 1968) es un exfutbolista mexicano que jugaba de guardameta. La mayor parte de su carrera la militó en el Deportivo Toluca.

## Trayectoria
Debutó en el Verano 98, jugando un total de doce partidos. Para el Invierno 98 jugó únicamente tres partidos y en el Verano 99 volvió a la regularidad. A pesar de estar atrás de Cristante ha demostrado cualidades importantes como el portero suplente del Titular.
Campeón con Deportivo Toluca en 4 ocasiones clave en el Verano 98 ya que fue titular en la final contra el Club Necaxa.
En Primera División disputó 61 partidos 57 como titular recibiendo 75 goles. 

### Clubes
| Club             | País   | Año         |
| ---------------- | ------ | ----------- |
| Deportivo Toluca | México | 1998 - 2003 |

#### Estadísticas
| Deportivo Toluca · México |               |               |    |    |    |    |
| 1ª | 1997/98       | 18            | -  | -  | 18 |    |
| 1ª | 1998/99       | 18            | -  | 3  | 21 |    |
| 1ª | 1999/00       | 8             | -  | 1  | 9  |    |
| 1ª | 2000/01       | 1             | 1  | 4  | 6  |    |
| 1ª | 2001/02       | 2             | 1  | -  | 3  |    |
| 1ª | 2002/03       | 7             | 1  | 3  | 10 |    |
| Total club | Total club    | 61            | 3  | 11 | 75 |    |
| Total carrera | Total carrera | Total carrera | 61 | 3  | 11 | 75 |
| (1)Incluye datos de la Pre Pre Libertadores (2000, 2001 y 2002) (2)Incluye datos de la Copa de Campeones de la Concacaf (1998, 1999, 2000 y 2003) y Copa Merconorte (2000). |               |               |    |    |    |    |

## Palmarés

### Campeonatos nacionales
| Título          | Club             | País   | Año  |
| --------------- | ---------------- | ------ | ---- |
| Torneo Verano   | Deportivo Toluca | México | 1998 |
| Torneo Verano   | Deportivo Toluca | México | 1999 |
| Torneo Verano   | Deportivo Toluca | México | 2000 |
| Torneo Apertura | Deportivo Toluca | México | 2002 |

### Campeonatos internacionales
| Título                           | Club             | País   | Año  |
| -------------------------------- | ---------------- | ------ | ---- |
| Copa de Campeones de la Concacaf | Deportivo Toluca | México | 2003 |

Otros logros
- Subcampeón de la Copa de Campeones de la Concacaf 1998 con el Deportivo Toluca.